# Gouvernement Torra
 Catalogne
Puigdemont (indirectement) Aragonès
Le gouvernement Torra (en catalan : Govern Torra) est le gouvernement de la généralité de Catalogne entre le 1er juin 2018 et le 26 mai 2021, sous la XIIe législature du Parlement.
Il est dirigé par l'indépendantiste Quim Torra, issu de l'alliance électorale Ensemble pour la Catalogne, vainqueure des élections parlementaires anticipées de 2017 à la majorité relative. Il est constitué d'une coalition minoritaire entre Ensemble et la Gauche républicaine de Catalogne. À partir de septembre 2020, il est dirigé par intérim par le vice-président, Pere Aragonès, à la suite de la destitution de Quim Torra par la justice.
Il succède au gouvernement de coalition présidé par l'indépendantiste Carles Puigdemont, après une période de période de suspension de l'autonomie de la Catalogne, et cède le pouvoir au gouvernement de coalition conduit par Pere Aragonès après la victoire de la Gauche républicaine, à la majorité relative, lors des élections parlementaires anticipées de 2021.

## Historique du mandat

### Formation
Dirigé par le nouveau président de la Généralité, Quim Torra, ce gouvernement est constitué et soutenu par une coalition minoritaire entre l'alliance Ensemble pour la Catalogne (JuntsxCat) et la Gauche républicaine de Catalogne (ERC). Ensemble, ils disposent de 66 députés sur 135, soit 48,9 % des sièges du Parlement. Il peut bénéficier du soutien sans participation de la Candidature d'unité populaire (CUP), qui dispose de quatre députés.
Il est formé à la suite des élections parlementaires anticipées du 21 décembre 2017.
Il succède indirectement au gouvernement de Carles Puigdemont, constitué par la coalition Ensemble pour le oui — qui rassemblait le Parti démocrate européen catalan (PDeCAT) et ERC — et soutenu par la CUP.
Au cours du scrutin, le parti de centre droit opposé à l'indépendance Ciutadans arrive en tête mais ne peut former de majorité. La coalition indépendantiste JuntsxCat, créée par Puigdemont et structurée autour du PDeCAT, devance ERC et devient la première force parlementaire favorable à l'indépendance de la Catalogne.
Le président du Parlement Roger Torrent propose initialement d'investir Puigdemont, installé en Belgique, mais le Tribunal constitutionnel impose qu'il soit physiquement présent. Pour la même raison, les députés ne peuvent porter Jordi Sànchez — en détention provisoire — à la présidence de la Généralité. Ils votent alors en faveur de Jordi Turull, mais celui-ci est incarcéré avant que ne se tienne le second tour, où il aurait remporté l'investiture à la majorité simple. Le 14 mai 2018, Quim Torra est finalement investi président de la Généralité par le Parlement au second tour de scrutin, par 66 voix pour, 65 voix contre et 4 abstentions, qui proviennent de la CUP.
Il signe cinq jours plus tard le décret de nomination des 13 conseillers de son gouvernement, dont deux — Jordi Turull et Josep Rull — sont en détention provisoire à Madrid et deux autres — Lluís Puig et Toni Comín — installés en Belgique en raison des poursuites judiciaires concernant leur participation dans l'organisation du référendum d'indépendance du 1er octobre 2017. Le président du gouvernement Mariano Rajoy annonce aussitôt le blocage de la publication du décret de nomination au Journal officiel de la Généralité de Catalogne (DOGC), prolongeant de facto l'application de l'article 155 de la Constitution — dont la levée ne peut intervenir qu'à la prise de fonction du gouvernement catalan — en précisant que le gouvernement espagnol « analyse de la viabilité » du décret « en raison des circonstances liées aux personnes citées [les quatre conseillers mis en cause] et aux compétences qui leur sont attribuées ». Il indique que cette publication « requiert l'autorisation du gouvernement de la Nation sans laquelle la procédure serait dénuée de validité et d'effets »,. Le 29 mai, après avis du corps supérieur des avocats de l'État, le secrétaire d'État aux Administrations territoriales Roberto Bermúdez de Castro informe Quim Torra que la nomination des quatre mis en cause « n'est pas viable juridiquement, qu'ainsi la publication [du décret de nomination] ne peut être autorisée ».
Le jour même, Torra nomme quatre nouveaux conseillers pour les remplacer. La prise de fonction du gouvernement est alors programmée pour la fin de la semaine.

### Évolution
À la fin du mois d'août 2020, les tensions entre Carles Puigdemont et le PDeCAT conduisent l'ancien président de la Généralité à quitter le parti pour rester simplement membre de sa nouvelle formation, Ensemble pour la Catalogne (Junts). Il est imité en cela par les conseillers Meritxell Budó, Miquel Buch, Damià Calvet et Jordi Puigneró ; seule Àngels Chacón reste donc membre du Parti démocrate. Le président Quim Torra choisit également de ne pas militer au sein de Junts. Le 3 septembre, le président de la Généralité procède à un remaniement gouvernemental qui voit les départs de Miquel Buch, Àngels Chacón et Mariàngela Vilallonga ; les deux premiers sont immédiatement remplacés par Miquel Sàmper et Ramon Tremosa, tandis que Àngels Ponsa prend la direction du département de la Culture le 8 septembre, après avoir été relevé de ses responsabilités de haute fonctionnaire par le conseil exécutif,.

### Succession
Dans un arrêt rendu le 28 septembre 2020, le Tribunal suprême confirme la condamnation de Torra pour désobéissance, ce qui conduit automatiquement à sa destitution de la présidence de la Généralité en application du statut d'autonomie,. En conséquence de cette sentence, le vice-président de la Généralité et conseiller à l'Économie et aux Finances Pere Aragonès est chargé d'exercer par intérim les fonctions rattachées à la présidence du gouvernement catalan. Le décret formalisant la substitution de Torra par Aragonés est publié le 30 septembre au Journal officiel (DOGC).
Au lendemain de la prise de fonction du président par intérim s'ouvre une période de dix jours ouvrables pendant laquelle le président du Parlement Roger Torrent consulte les formations politiques en vue de déterminer s'il existe un candidat à la présidence de la Généralité. En raison de la célébration de la fête nationale, ce délai court jusqu'au 15 octobre. Roger Torrent indique par ailleurs le 2 octobre dans une interview que de nouvelles élections seront convoquées le 14 février 2021 si — comme le prévoient les deux forces politiques au pouvoir — aucun candidat ne parvient à obtenir l'investiture des parlementaires dans le délai imparti, soit deux mois après que la séance plénière a constaté l'absence de candidat.
En ouverture de la séance parlementaire du 21 octobre, le président du Parlement confirme qu'aucune candidature ne lui a été soumise, ce qui équivaut à une investiture ratée, ouvrant la période de deux mois à l'issue de laquelle l'assemblée sera automatiquement dissoute. Le décret de dissolution automatique du Parlement est effectivement publié le 22 décembre au DOGC, convoque les électeurs aux urnes le 14 février 2021 et dispose notamment que le scrutin pourra être reporté s'il n'est pas possible de garantir la protection de la santé des électeurs en raison de la pandémie de Covid-19.
Lors des élections régionales du 14 février 2021, les partis indépendantistes conservent leur majorité, la Gauche républicaine de Catalogne obtenant le plus grand nombre de sièges au sein de ce bloc. Le 21 mai 2021, Pere Aragonès est investi président de la Généralité. Il prête serment trois jours plus tard. Les 14 conseillers entrent en responsabilité le 26 mai, mettant fin à 240 jours d'affaires courantes.

## Composition

### Initiale (1erjuin 2018)
| Fonction                                                                               | Titulaire | Titulaire                                                           | Parti        |
| -------------------------------------------------------------------------------------- | --------- | ------------------------------------------------------------------- | ------------ |
| Président de la Généralité                                                             |           | Joaquim Torra i Pla                                                 | Sans         |
| Vice-président Conseiller à l'Économie et aux Finances                                 |           | Pere Aragonès i Garcia                                              | ERC          |
| Conseillère à la Présidence Porte-parole du gouvernement                               |           | Elsa Artadi                                                         | Sans / Crida |
| Conseillère à la Présidence Porte-parole du gouvernement                               |           | Elsa Artadi                                                         | Sans / Crida |
| Conseiller à l'Action extérieure, aux Relations institutionnelles et à la Transparence |           | Ernest Maragall i Mira (jusqu'au 22/11/2018) Alfred Bosch i Pascual | ERC          |
| Conseiller à l'Intérieur                                                               |           | Miquel Buch i Moya                                                  | PDeCAT       |
| Conseiller à l'Enseignement                                                            |           | Josep Bargalló i Valls                                              | ERC          |
| Conseillère à la Santé                                                                 |           | Alba Vergés i Bosch                                                 | ERC          |
| Conseiller au Territoire et à la Durabilité                                            |           | Damià Calvet i Valera                                               | PDeCAT       |
| Conseillère à la Culture                                                               |           | Laura Borràs i Castanyer                                            | Sans / Crida |
| Conseillère à la Culture                                                               |           | Laura Borràs i Castanyer                                            | Sans / Crida |
| Conseillère à la Justice                                                               |           | Ester Capella i Farré                                               | ERC          |
| Conseiller au Travail, aux Affaires sociales et à la Famille                           |           | Chakir El Homrani Lesfar                                            | ERC          |
| Conseillère aux Entreprises et à la Connaissance                                       |           | Maria Àngels Chacón i Feixas                                        | PDeCAT       |
| Conseiller aux Politiques numériques et à l'Administration publique                    |           | Jordi Puigneró i Ferrer                                             | PDeCAT       |
| Conseillère à l'Agriculture, à l'Élevage, à la Pêche et à l'Alimentation               |           | Teresa Jordà i Roura                                                | ERC          |

### Remaniement du 24 mars 2019
- Les nouveaux conseillers sont indiqués en gras, ceux ayant changé d'attributions en italique.

| Fonction                                                                               | Titulaire | Titulaire                                                         | Parti  |
| -------------------------------------------------------------------------------------- | --------- | ----------------------------------------------------------------- | ------ |
| Président de la Généralité                                                             |           | Joaquim Torra i Pla                                               | Sans   |
| Vice-président Conseiller à l'Économie et aux Finances                                 |           | Pere Aragonès i Garcia                                            | ERC    |
| Conseillère à la Présidence Porte-parole du gouvernement                               |           | Meritxell Budó i Pla                                              | PDeCAT |
| Conseiller à l'Action extérieure, aux Relations institutionnelles et à la Transparence |           | Alfred Bosch i Pascual (jusqu'au 09/03/2020) Bernat Solé i Barril | ERC    |
| Conseiller à l'Intérieur                                                               |           | Miquel Buch i Moya                                                | PDeCAT |
| Conseiller à l'Enseignement                                                            |           | Josep Bargalló i Valls                                            | ERC    |
| Conseillère à la Santé                                                                 |           | Alba Vergés i Bosch                                               | ERC    |
| Conseiller au Territoire et à la Durabilité                                            |           | Damià Calvet i Valera                                             | PDeCAT |
| Conseillère à la Culture                                                               |           | Mariàngela Vilallonga Vives                                       | Sans   |
| Conseillère à la Justice                                                               |           | Ester Capella i Farré                                             | ERC    |
| Conseiller au Travail, aux Affaires sociales et à la Famille                           |           | Chakir El Homrani Lesfar                                          | ERC    |
| Conseillère aux Entreprises et à la Connaissance                                       |           | Maria Àngels Chacón i Feixas                                      | PDeCAT |
| Conseiller aux Politiques numériques et à l'Administration publique                    |           | Jordi Puigneró i Ferrer                                           | PDeCAT |
| Conseillère à l'Agriculture, à l'Élevage, à la Pêche et à l'Alimentation               |           | Teresa Jordà i Roura                                              | ERC    |

### Remaniement du 3 septembre 2020
- Les nouveaux conseillers sont indiqués en gras, ceux ayant changé d'attributions en italique.

| Fonction                                                                               | Titulaire | Titulaire                                    | Parti |
| -------------------------------------------------------------------------------------- | --------- | -------------------------------------------- | ----- |
| Président de la Généralité                                                             |           | Joaquim Torra i Pla (jusqu'au 28/09/2020)    | Sans  |
| Président de la Généralité                                                             |           | Pere Aragonès i Garcia a.i.                  | ERC   |
| Vice-président Conseiller à l'Économie et aux Finances                                 |           | Pere Aragonès i Garcia                       | ERC   |
| Conseillère à la Présidence Porte-parole du gouvernement                               |           | Meritxell Budó i Pla                         | Junts |
| Conseiller à l'Action extérieure, aux Relations institutionnelles et à la Transparence |           | Bernat Solé i Barril                         | ERC   |
| Conseiller à l'Intérieur                                                               |           | Miquel Sàmper i Rodríguez                    | Junts |
| Conseiller à l'Enseignement                                                            |           | Josep Bargalló i Valls                       | ERC   |
| Conseillère à la Santé                                                                 |           | Alba Vergés i Bosch                          | ERC   |
| Conseiller au Territoire et à la Durabilité                                            |           | Damià Calvet i Valera                        | Junts |
| Conseillère à la Culture                                                               |           | Àngels Ponsa i Roca (à partir du 08/09/2020) | Junts |
| Conseillère à la Justice                                                               |           | Ester Capella i Farré                        | ERC   |
| Conseiller au Travail, aux Affaires sociales et à la Famille                           |           | Chakir El Homrani Lesfar                     | ERC   |
| Conseiller aux Entreprises et à la Connaissance                                        |           | Ramon Tremosa i Balcells                     | Sans  |
| Conseiller aux Politiques numériques et à l'Administration publique                    |           | Jordi Puigneró i Ferrer                      | Junts |
| Conseillère à l'Agriculture, à l'Élevage, à la Pêche et à l'Alimentation               |           | Teresa Jordà i Roura                         | ERC   |